# Grúa de rueda

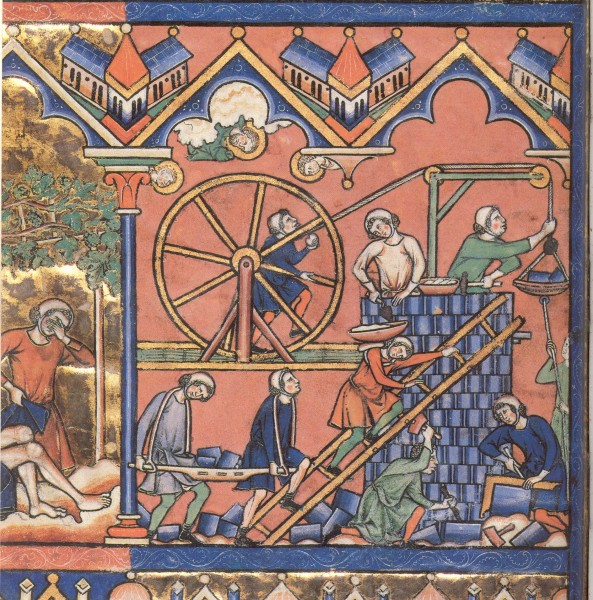
Un dibujo del de una grúa de rueda

Una grúa de rueda (latín: magna rota) es una grúa de madera, de tracción humana. Fue utilizada principalmente durante la época de los romanos y la Edad Media en la construcción de castillos y catedrales. Las cargas a menudo pesadas eran elevadas mientras un individuo caminaba dentro de una rueda de madera tipo jaula. La cuerda conectada a una polea se enrolla sobre un huso por la rotación de la rueda permitiendo así que el dispositivo ice o baje la plataforma con la carga a desplazar.

## Historia

### Antigua Roma

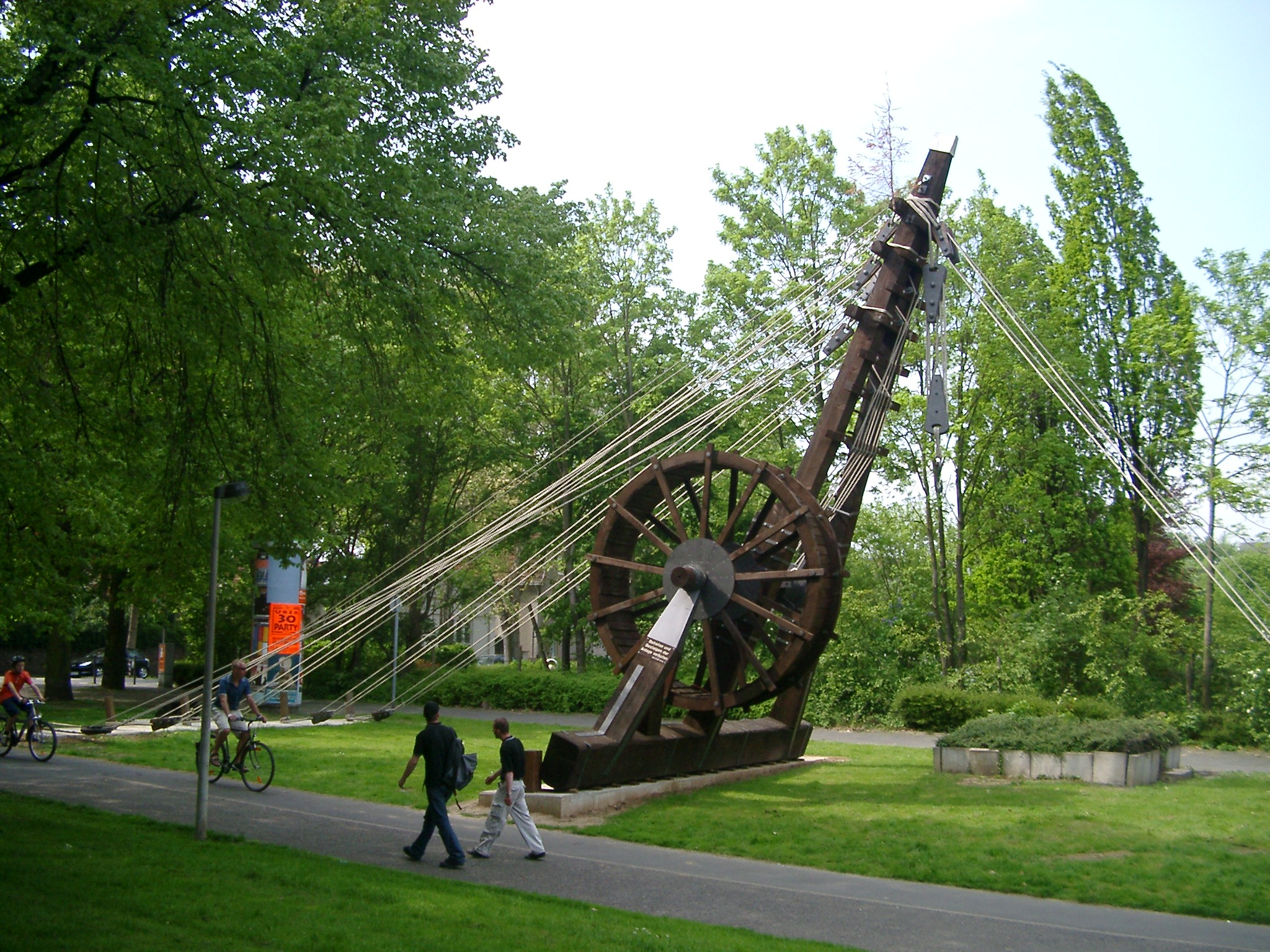
Reconstrucción de una grúa de rueda romana, el polyspaston, en Bonn, Alemania.

La grúa romana denominada polyspaston, cuando era accionada por cuatro hombres en ambos lados del torno, podía levantar 3 toneladas. En caso de que el cabrestante fuera sustituido por una rueda de jaula, la carga máxima se duplicaba a 6 toneladas, requiriendo a la vez solo la mitad de la tripulación, ya que la rueda de jaula al tener un diámetro mayor es mecánicamente más eficiente (posee un torque mayor). Esto significaba que, en comparación con la construcción de las pirámides de Egipto, donde unos 50 hombres fueron necesarios para mover una piedra de 2,5 toneladas por una rampa (0,05 t por persona), la capacidad de elevación de la grúa romana polyspaston resulta ser 60 veces más eficiente (3 t por persona). Existen dos relieves romanos de grúas de rueda, la lápida de Haterii de fines del siglo I a. C. muestra un importante número de detalles.
Para pesos mayores de hasta 100 toneladas, los ingenieros romanos armaban una torre de elevación de madera, un caballete rectangular que era construido de manera tal que la columna podía ser levantada en posición vertical en el centro de la estructura por medio de cabrestantes accionados mediante tracción humana y animal, que se colocaban en el suelo alrededor de la torre.

### Edad Media

La construcción de Torre de Babel según una pintura de Pieter Bruegel, mostrando una grúa de rueda doble.

Durante la Alta Edad Media, la grúa de rueda fue reintroducida en gran escala después de que la tecnología hubiera caído en desuso en Europa occidental, con la desaparición del Imperio Romano de Occidente.
La referencia más temprana a una grúa de rueda (magna rota) reaparece en la literatura archivística en Francia alrededor de 1225, seguida de una representación iluminada en un manuscrito, probablemente, también de origen francés que data de 1240. En navegación, los primeros usos de grúas de puerto se documentan para  Utrecht en 1244, Amberes en 1263, Brujas en 1288 y Hamburgo en 1291, mientras que en Inglaterra la grúa de rueda no se registra antes de 1331.
En general, el transporte vertical se puede hacer de forma más segura y económica por medio de grúas que mediante métodos habituales. Las áreas típicas de aplicación son los puertos, las minas y, en particular, los sitios de construcción en los que la grúa de rueda ha jugado un papel fundamental en la construcción de las catedrales góticas. Sin embargo, tanto fuentes de archivo como pictóricas de la época sugieren que las máquinas introducidas recientemente, como grúas de rueda o carretillas no sustituyen completamente a métodos de trabajo más intensivo, como la escalera, DD y camillas. Por el contrario, las maquinarias vieja y nueva continuaron coexistiendo en las obras medievales y puertos.
Aparte de la grúa de rueda, representaciones medievales muestran también las grúas accionadas manualmente por los molinetes de cabrestantes, manivelas y hacia el siglo XV también por los molinetes en forma de rueda de un barco. Para suavizar las irregularidades de impulso en el proceso de elevación existen registros que se remontan a 1123 sobre el uso de volantes.
No existen registros  sobre el proceso exacto por el cual se reintrodujo la grúa de rueda, pero su retorno a las obras de construcción, sin duda, se encuentra en estrecha relación con el aumento de la arquitectura gótica. La reaparición de la grúa de rueda puede haber sido el resultado de un desarrollo tecnológico a partir del cabrestante de donde la grúa de rueda evolucionó estructural y mecánicamente. Otra alternativa es que la grúa de rueda medieval puede representar una reinvención deliberada de su equivalente romano extraído de la obra de Vitruvio Tratado de arquitectura que estaba disponible en muchas bibliotecas monásticas. O es posible que su reintroducción pueda haber sido inspirada, por la observación de las eficiencias de mano de obra de la noria con la cual las grúas de rueda primigenias tenían numerosas similitudes.

#### Estructura y la colocación

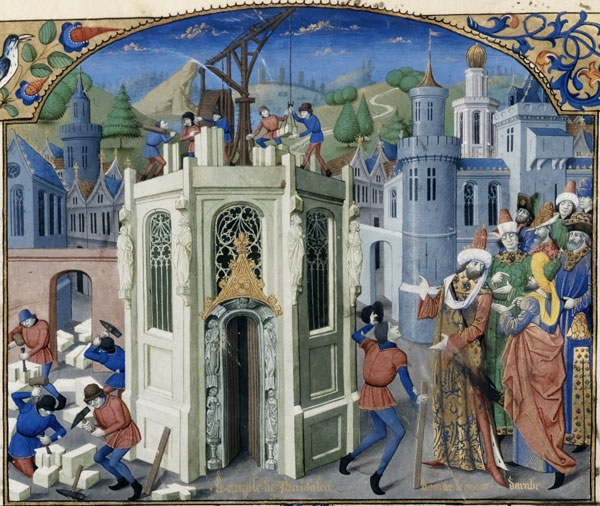
Grúa de rueda trabajando desde la parte superior de un edificio.

La grúa de rueda medieval fue una gran rueda de madera girando en torno a un eje central con una pasarela lo suficientemente ancha para alojar dos trabajadores a pie al lado del otro. Mientras que la anterior rueda brújula brazo tenía radios directamente enterrados en el eje central, el tipo más avanzado 'gancho del brazo' contó con las armas dispuestas como acordes a la llanta de la rueda.